# Троэльсен, Томми
Томми Бриан Троэльсен (дат. Tommy Brian Troelsen; 10 июля 1940, Нюкёбинг-Морс — 8 марта 2021) — датский футболист и футбольный тренер, играл на позиции нападающего. Серебряный призёр Олимпийских игр 1960 года.

## Биография

### Клубная карьера
Троэльсен дебютировал за «Вайле» в возрасте 17 лет и в своем дебютном сезоне выиграл чемпионский титул и Кубок Дании. В следующем сезоне вместе с «Вайле» выиграл второй Кубок Дании. Всего за «Вайле» Троэльсен сыграл во всех турнирах 257 матчей и забил 130 голов.
Завершил карьеру в возрасте 28 лет из-за проблем с коленом.

### Карьера в сборной
В составе сборной Дании принял участие на олимпийском футбольном турнире 1960 года, где сыграл в двух матчах группового этапа, в полуфинале со сборной Венгрии (2:0) и в финальном матче со сборной Югославии, в котором датчане уступили со счётом 3:1.
23 июня 1968 года в матче со сборной Норвегии оформил хет-трик — Дания выиграла матч со счётом 5:0. Всего за сборную Дании сыграл 16 матчей и забил 5 голов.

### Тренерская карьера
С 1976 по 1980 год работал главным тренером молодёжной сборной Дании.

### Карьера на телевидении
В течение многих лет работал футбольным комментатором на нескольких датских телеканалах.

### Смерть
Скончался 9 марта 2021 года в возрасте 80 лет после продолжительной болезни.

## Достижения
«Вайле»
- Чемпион Дании (1): 1958
- Обладатель Кубка Дании (2): 1957/58, 1958/59